# ドワイト・ティーンダリ
ドワイト・マルシアノ・ティーンダリ（Dwight Marciano Tiendalli、1985年10月21日 - ）は、スリナム・パラマリボ出身のスリナム系オランダ人サッカー選手。ポジションはDF。元オランダ代表。

## 略歴
FCユトレヒトでプロデビューを果たした。2009年に移籍したFCトゥウェンテではリーグ優勝を、スウォンジー・シティAFCの1年目にはリーグカップ優勝を経験している。2017-18シーズン、イングランド3部リーグに在籍していたオックスフォード・ユナイテッドFCに移籍し、同シーズン終了後に現役を引退した。2013年にオランダ代表として2試合に出場している。
現役引退後はオックスフォードに居住しており、妻と子供3人と同居している。